# مقاطعة بومان (داكوتا الشمالية)
بومان (بالإنجليزية: Bowman)‏ هي إحدى مقاطعات ولاية داكوتا الشمالية في الولايات المتحدة الأمريكية.